# نسا (تركمانستان)

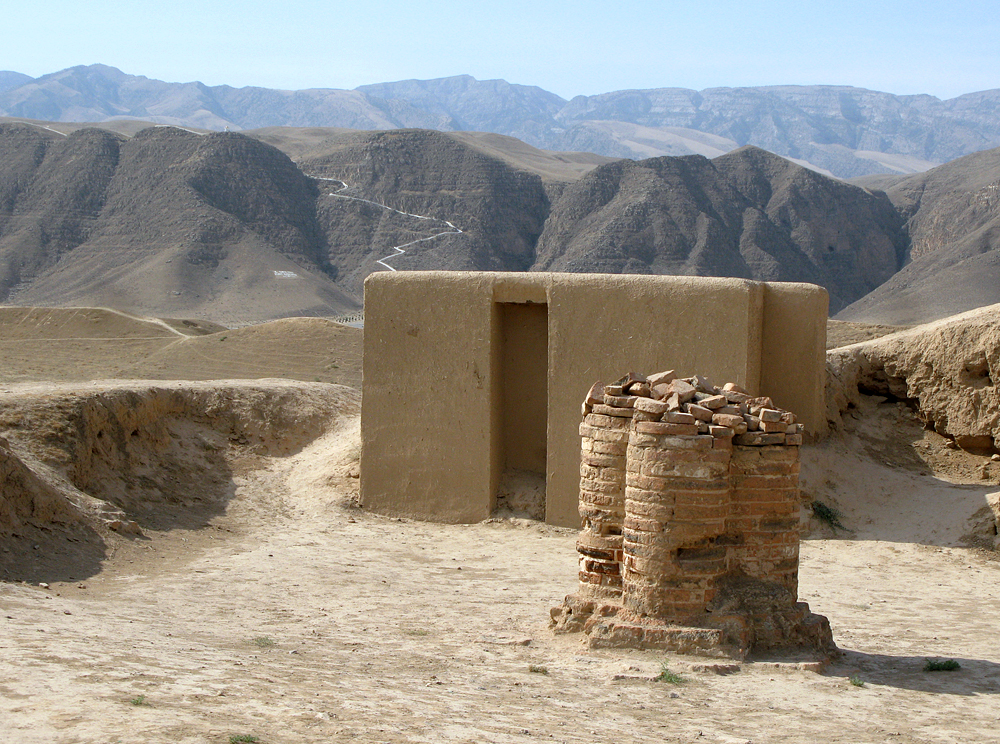
مدينة نسا التاريخية

نسا (باللغة التركمانية: Nusaý) هي مدينة أثرية قديمة تقع في جمهورية تركمانستان، كانت قديماً تتبع إقليم خراسان التاريخي والذي كان يضم أجزاء واسعة من أفغانستان وتركمانستان وشرق إيران. يقع موقع المدينة الأثري على بعد 18 كيلومتراً إلى الجنوب الغربي من مدينة عشق آباد وموقع المدينة غير مأهول حالياً. مع سيطرة الروس على مناطق واسعة من وسط آسيا تم تعيين الحدود بين روسيا القيصرية وإيران عام 1885 م بحيث يصبح موقع المدينة الأثري ضمن المناطق الواقعة تحت السيطرة الروسية وبعد انفراط عقد الإتحاد السوفييتي واستقلال جمهورية تركمانستان أصبح الموقع الأثري ضمن أراضي الجمهورية. تشتهر المدينة بأنها مسقط رأس العالم المسلم المشهور أبو عبد الرحمن أحمد بن شعيب بن علي بن بحر بن سنان بن دينار الملقب بالنسائي نسبة لهذه المدينة وهو عالم مشهور حافظ للحديث وصاحب كتاب السنن الصغرى والكبرى.
قال ياقوت الحموي في معجمه: "أما اسم هذا البلد فهو أعجميّ فيما أحسب، وكان سبب تسميتها بهذا الاسم أن المسلمين لما وردوا خراسان قصدوها فبلغ أهلها فهربوا ولم يتخلف بها غير النساء فلما أتاها المسلمون لم يروا بها رجلا فقالوا: هؤلاء نساء والنساء لا يقاتلن فننسأ أمرها الآن إلى أن يعود رجالهن، فتركوها ومضوا فسمّوا بذلك نساء، والنسبة الصحيحة إليها نسائيّ وقيل نسويّ أيضا، وكان من الواجب كسر النون: وهي مدينة بخراسان، بينها وبين سرخس يومان، وبينها وبين مرو خمسة أيام، وبين أبيورد يوم، وبين نيسابور ستة أو سبعة، وهي مدينة وبئة جدّا يكثر بها خروج العرق المدينيّ حتى إن الصيف قلّ من ينجو منه من أهلها، وقد خرج منها جماعة من أعيان العلماء، منهم: أبو عبد الرحمن أحمد بن شعيب بن علي بن بحر بن سنان النسائي القاضي الحافظ صاحب كتاب السنن وكان إمام عصره في علم الحديث وسكن مصر وانتشرت تصانيفه بها وهو أحد الأئمة الأعلام، صنّف السنن وغيرها من الكتب.
وقيل فيها «نساء» بالمد، ومن ذلك قول الشاعر:
فتحنا سمرقند العريضة بالقنا... شتاء وأوعسنا نؤمّ نساء
فلا تجعلنّا يا قتيبة والذي... ينام ضحى يوم الحروب سواء
ويتفق عدد من المدن أيضاً مع نسا خراسان في التسمية، إلاّ أن هذه أشهرها، وإن أطلقت مفردة فهي المقصودة.

## معرض صور

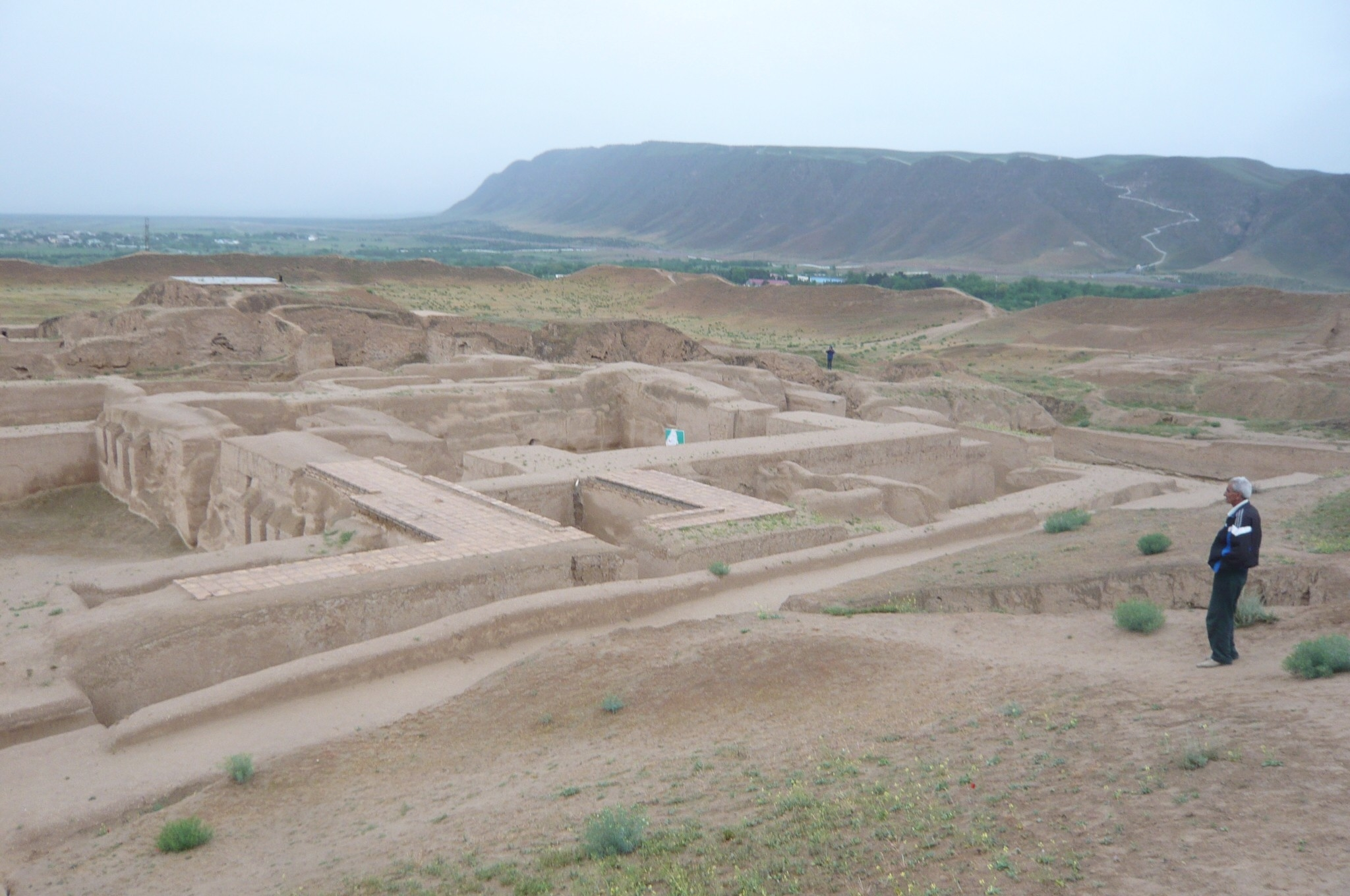
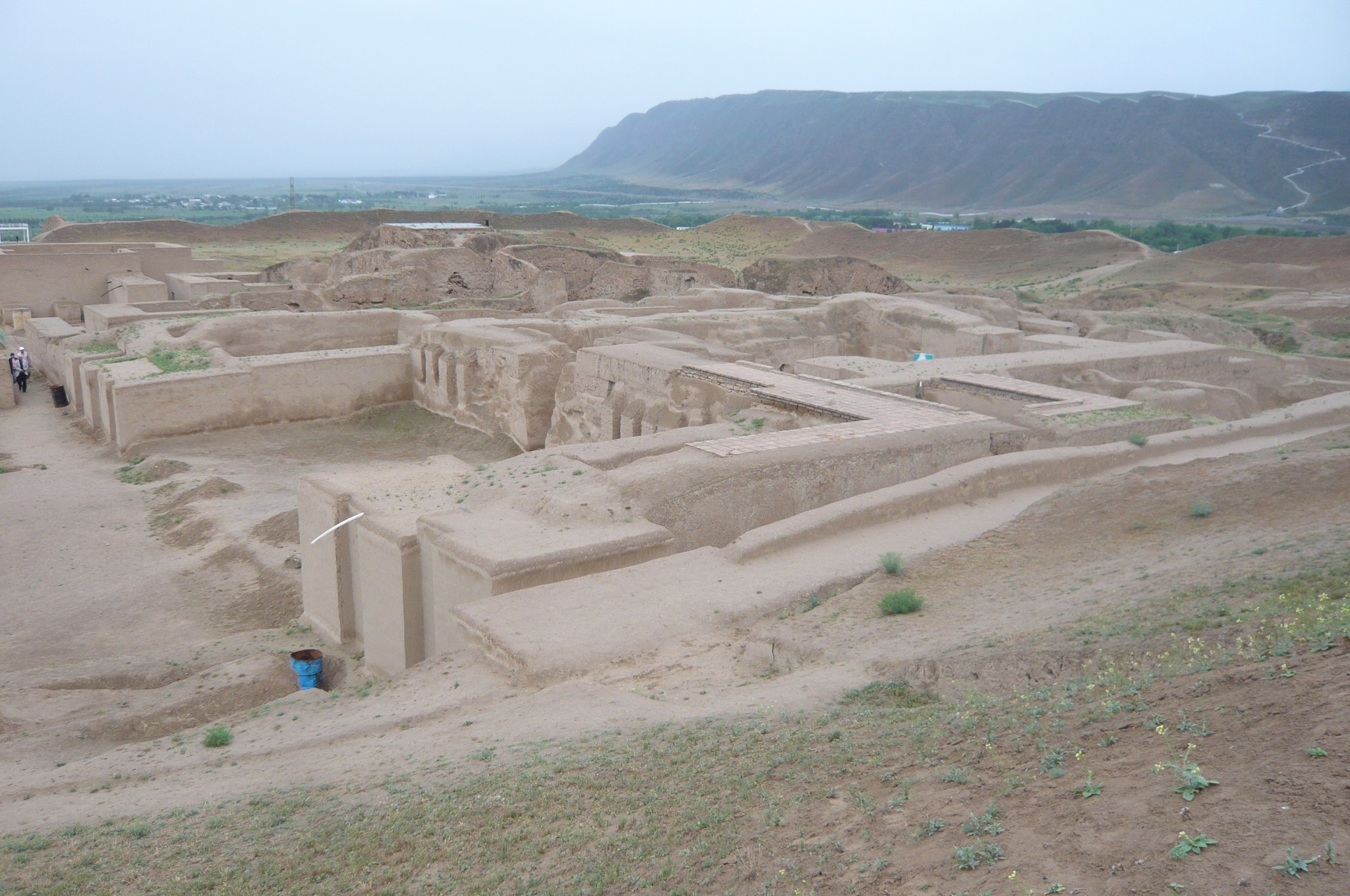
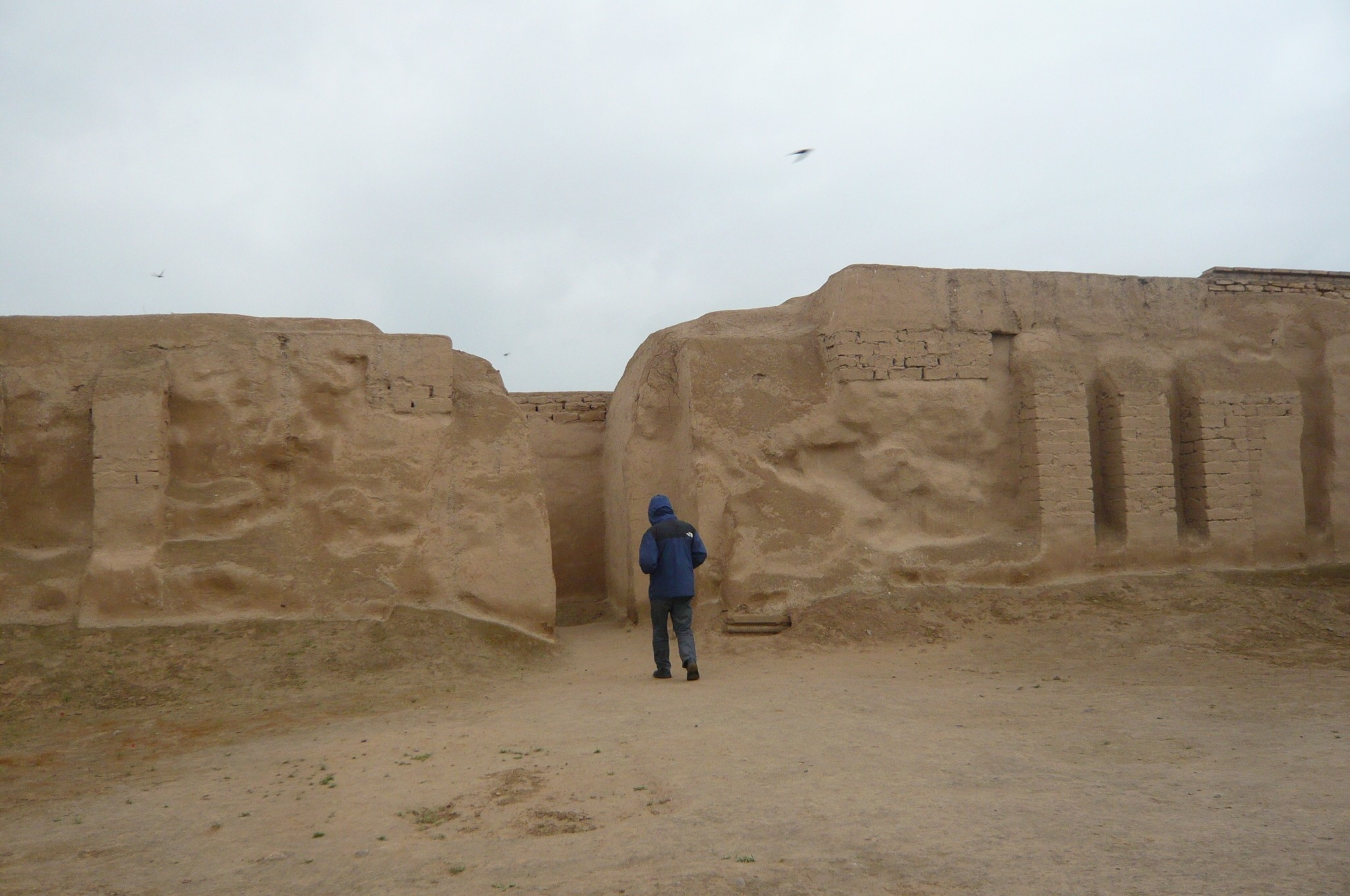
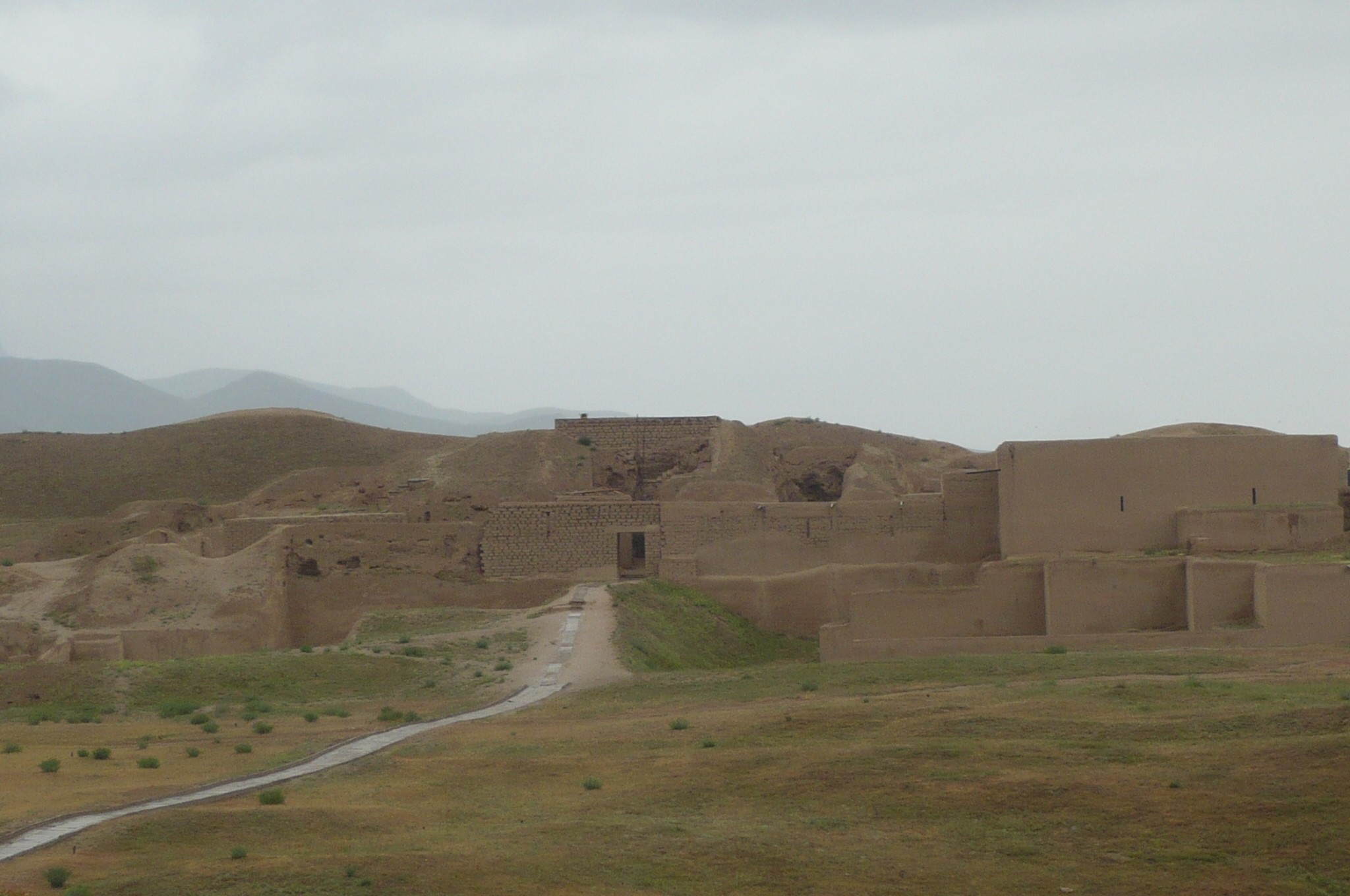

- 1=قلعتا نيزا (الحقبة البارثية)
- 1=قلعتا نيزا (الحقبة البارثية)
- 1=قلعتا نيزا (الحقبة البارثية)
- 1=قلعتا نيزا (الحقبة البارثية)

## وصلات خارجية
- Historical site Nisa, State Committee of Turkmenistan for Tourism and Sport.